# 今様薩摩歌
『今様薩摩歌』（いまよう さつまうた）は、岡鬼太郎作の歌舞伎の演目。二幕構成。大正9年（1920年）10月、東京・新富座にて初演。

## あらすじ
元薩摩藩士の笹野三五兵衛は、朋友である菱川源五兵衛の尽力で、誕生八幡の神主・笹野杉斎の養子となるも、近くの商家千草屋の娘・おまんと恋仲になって、その噂は町内に知れ渡っていた。そんな二人は三五兵衛の家で密会するが、おまんを祭具を入れる長持に隠したことが露見し、二人とも実家から勘当される。見かねた源五兵衛は、二人を引き取り、勘当が解けるまでは別々に住むがいいと、三五兵衛を知人の家に預け、おまんは自宅に引き取ることとなる。
その晩、源五兵衛は中間事助と晩酌を楽しむ。中間が去ったあと一人で飲んでいると、足もとにおまんの簪が落ちていた。やがて、隣家から聞こえてくる新内の煽情的な調べに欲望を抑えきれなくなり、おまんを連れて千草屋に赴き、三十にもなっての独身に耐えきれなくなったので、おまんを妻に呉れるように談判する。薩摩屋敷との取引を重んじる千草屋は快諾するが、おさまらないのはおまんである。二階から晒しの幟を使って脱出し、三五兵衛のもとへ走る。
後を追った源五兵衛が三五兵衛のもとに来ておまんを譲るように談判するが、おまんを護る三五兵衛は断り双方口論の末切り結ぶ。三五兵衛は切られる。おまんも「人の心が刀で斬れるか。力でとれるか」と叫んで後を追う。一人残された源五兵衛は、孤独と無力感に苛まれつつ切腹の用意をするのであった。

## 解説
おまん（小万）源五兵衛の情話は、17世紀ごろから「高い山から谷底見れば、小万かわいや晒ほす」の唄で知られ、井原西鶴の『好色五人女』、近松門左衛門の『薩摩歌』、並木五瓶の『五大力恋緘』、鶴屋南北の『盟三五大切』などの読本や歌舞伎狂言の主題となってきた。本作はその書き換え狂言である。演出こそ新内や竹本を用いるなど従前の歌舞伎狂言そのものだが、人物の性格や心理描写などに近代的な点が見られ、特に無骨一辺倒の中年武士が恋に落ちる様を新内節で語ることで効果があがっている。
初演時の二代目市川左團次の源五兵衛、二代目市川松蔦のおまんが大好評で、左團次はお家芸をまとめた「杏花戯曲十種」に入れている。その後は、三代目市川壽海、八代目松本幸四郎などが源五兵衛を得意とした。しかし、源五兵衛の特異な 役柄をつとめることができる役者がなかなかいないこと、そして配役が揃わないと舞台効果が上がらないことなどが理由で、名高い作品にしては上演回数が極端に少ない。その意味では左團次の源五兵衛の巧さは無類だった。新内を聞きながらおまんへの欲情が抑えきれなくなるくだりでは、他の役者が表現の工夫にもて余す中で、左團次は何もしないでじっと新内を聞いていることによって、源五兵衛の揺れ動く心理を観客に理解させたという。

## 初演時配役
- 菱川源五兵衛…二代目市川左團次
- 笹野三五兵衛…二代目市川猿之助
- おまん…………二代目市川松蔦
- 事助……………二代目市川荒次郎

## テレビドラマ
1958年2月17日と同年同月24日の2回に渡って、KRT（現：TBS）の『ウロコ座』（月曜21:15 - 21:45。武田薬品工業一社提供）で放送された。
- 出演者：八代目松本幸四郎、守田勘弥、藤間紫、笈川武夫、汐見洋、村田嘉久子、河村久子
- 脚色：千谷道雄

| KRT系 ウロコ座 | KRT系 ウロコ座 | KRT系 ウロコ座 |
| 前番組         | 番組名         | 次番組         |
| -------------- | -------------- | -------------- |
| 声             | 今様薩摩歌     | 鬼の面         |